# 莫塔坦市 (特魯希略州)

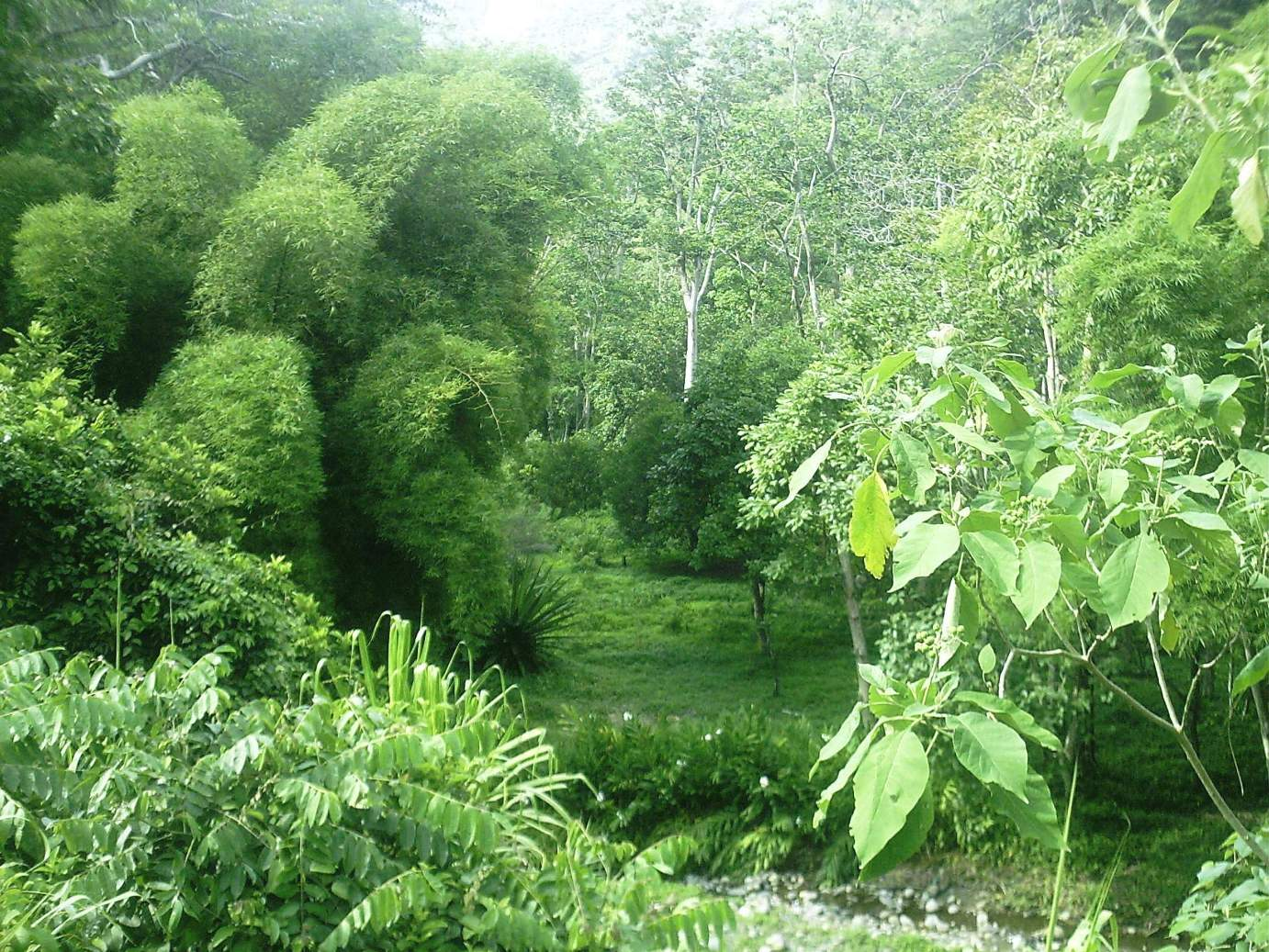

莫塔坦市（西班牙語：Municipio Motatán），是委內瑞拉的一個市，位於該國西部特魯希略州，首府設於莫塔坦，始建於1801年9月2日，面積115平方公里，海拔高度332米，2011年人口19,777，人口密度每平方公里124.03人。